# Russian Roulette (歌曲)
《Russian Roulette》（： Reosian rullet）是南韓女子團體Red Velvet在她們的第三張的同名迷你專輯中推出的一首主打歌曲。這首歌由Jo Yoon-kyung 作詞，並由Albi Albertsson、Belle Humble 和 Markus Lindell 共同製作，主要以 8-bit 電子音效的 Synth-pop 與 Dance-pop 為基調。歌詞以「俄羅斯輪盤」的遊戲比喻贏得某人芳心的過程，巧妙地將愛情比喻為一場刺激又危險的遊戲。歌曲於 2016年9月7日由 SM Entertainment 發行，並搭配了一支充滿卡通元素的音樂錄影帶，畫面中成員們模仿卡通橋段，用惡作劇和互相「傷害」增添趣味性。
〈Russian Roulette〉 發行後獲得國內外樂評一致好評，評論稱讚其明亮的風格以及「邪惡般的滿足感」。音樂錄影帶也因受到美國動畫《辛普森一家》中的虛構卡通系列《癢癢鼠與抓抓貓》啟發而受到關注。影片以明亮又俏皮的視覺風格包裝，但實際上暗藏了成員們相互整蠱甚至接近「致命」的惡作劇。Dazed Digital將這首歌列為 2016 年度最佳 K-pop 歌曲第六名，同時在 2016年Melon 音樂獎 上榮獲 最佳音樂錄影帶獎。
這首歌在商業表現上也取得了傲人的成績，曾登上BillboardWorld Digital Song Sales和韓國 Gaon 數位榜 的第二名，當時創下了 Red Velvet 在這兩張排行榜上的最佳紀錄。截至 2019年5 月，此曲在南韓下載量已超過 250 萬次，成為她們國內銷量最佳的單曲之一。

## 背景與發行
在Red Velvet於 2016年3月推出第二張迷你專輯《The Velvet》後，韓國多家媒體於5月報導她們計劃於夏季回歸。然而，專輯的發行多次延後，這讓成員們感到相當壓力，直到SM娛樂終於於9月底確認發行日期。9月1日，官方釋出了第一波預告，接著在官方Instagram上陸續公開成員個人剪影風格的概念照。最終，迷你專輯《Russian Roulette》與同名主打歌的音樂錄影帶於9月7日正式發布。
歌曲發行後，成員們透露，她們在還是練習生時就聽過這首歌，當時並不知道未來自己會錄製並推出這首作品。後來據悉，〈Russian Roulette〉、2017 年的〈Rookie〉以及 2019 年的〈Zimzalabim〉原本都是潛在的主打歌候選，但最終經公司決定，〈Russian Roulette〉率先作為主打歌發行。

## 歌曲構成
這首歌是由Albi Albertsson、Belle Humble和Markus Lindell作曲與製作，韓文歌詞則由知名詞作家Jo Yoon-kyung改編完成。這首歌曲以輕快的復古Electropop為主軸，結合Dance-pop與8-bit電玩音效，展現出活潑且充滿律動感的氛圍。根據PopCrush的音樂評論家Bradley Stern，這首歌充滿了明亮又懷舊的電子流行風格，是一首俏皮且帶有復古元素的音樂作品。他指出，〈Russian Roulette〉是Red Velvet首次嘗試結合她們「Red」與「Velvet」雙重風格的單曲，成功在兩者之間達成了平衡。歌曲以E♭大調為主，節奏設計為每分鐘130拍，既輕快又具感染力。歌詞巧妙地將追求愛情的挑戰比喻為一場緊張刺激的「俄羅斯輪盤遊戲」，增添了趣味性與層次感。
除了原版收錄於2016年9月發行的迷你專輯中，Red Velvet也在2018年7月4日發布了日文版本，歌詞由Kami Kaoru改編，作為她們日本出道作的一部分。

## 宣傳與音樂錄影帶

### 宣傳活動
在單曲正式發布前一小時，Red Velvet透過 Naver 的 V Live 平台進行特別倒數直播，向粉絲介紹新專輯及歌曲內容。她們於2016年9月8日首次在音樂節目《M Countdown》上表演這首歌和專輯收錄曲〈Lucky Girl〉。接著，她們陸續登上《音乐银行》、《人气歌谣》及《THE SHOW》等音樂節目進行宣傳，並於2016年9月13日在《THE SHOW》上贏得首個音樂節目冠軍，最終以這首歌獲得共六座音樂節目獎盃。

### 音樂錄影帶
〈Russian Roulette〉的音樂錄影帶於2016年9月7日與專輯同步在SM Entertainment的官方YouTube頻道首播。影片由導演Shin Hee-won操刀，編舞則由Ryu Sohee和洛杉磯知名編舞家Kyle Hanagami負責設計。Hanagami曾參與Red Velvet多首歌曲的編舞製作，包括〈Be Natural〉與〈Ice Cream Cake〉，這次的編舞再次融入了他的創意與Red Velvet特有的活潑氛圍。
音樂錄影帶以明亮的運動場景和鮮豔的色彩為主題，然而在看似輕鬆愉快的氛圍下，實則隱藏了黑色幽默。成員們在影片中身穿可愛服裝，一邊唱著浪漫的旋律，一邊進行各種「暗藏殺機」的惡作劇，例如推動冰箱壓向他人、丟下鋼琴砸人，甚至用五顏六色的螺絲帽代替早餐穀片餵給成員們吃。影片還插入了《辛普森一家》中的虛構卡通《癢癢鼠與抓抓貓》的片段，這部卡通是該動畫的經典「反覆出現的橋段」（running gag），而Red Velvet成員則在影片中重新演繹了這些經典場景，進一步增添了幽默與反差感。
評論家Sherly Tucci在《The Daily Dot》撰文表示，這首歌輕快的旋律與音樂錄影帶中災難性惡作劇的對比「讓人無法不被吸引」，並指出成員們冷靜的表情和微妙的壞笑為影片增添了戲劇效果。而Bradley Stern在PopCrush的評論中形容影片「具有類似電影《風騷壞姐妹》的黑色喜劇元素，非常聰明且耐人尋味」。同時，《Inquisitr》也表示這支影片以豐富的視覺效果和有趣的情節設置，使其與Red Velvet之前的〈Dumb Dumb〉和〈One of These Nights〉的音樂錄影帶一樣具有藝術性。
〈Russian Roulette〉的音樂錄影帶在發行當月成為美國與全球觀看次數最多的K-pop影片之一。值得一提的是，拍攝期間，成員們透露因為一些場景涉及破壞性的動作，她們曾不小心損壞了拍攝現場的大型道具，導致工作人員必須重新搭建場景。成員Joy也提到，她一度擔心影片因部分「暴力」的畫面而被限制分級。
這支音樂錄影帶在2016年Melon音樂獎中獲得「最佳音樂錄影帶獎」，並在2018年1月27日突破YouTube一億觀看次數，成為Red Velvet的代表作品之一。

## 評論反應
《Russian Roulette》發行後，普遍獲得音樂評論家的正面評價。根據《The Daily Dot》的 Sherly Tucci 所述，這首歌是一首「可愛又活潑的歌曲，與音樂錄影帶的鮮豔色彩相輔相成」。她表示，成員們的甜美嗓音搭配上輕快的旋律，讓人「不由自主地跟著音樂點頭」。
在接受 Dazed Digital 訪問時，記者 Taylor Glasby 說，這支音樂錄影帶「甜美與威脅並存，充滿一種詭異的氛圍」，並評論「很難想像有其他團體能駕馭這樣的概念」。這首歌最終入選 Dazed Digital 的「年度最佳 K-pop 曲目20強」第六名，該網站形容這首歌是「極度滿足人心的」，擁有「令人難忘的副歌和瘋狂歡快的合成器段落」，而機械化的結構打破了甜美但略顯單一的聲音表現，使歌曲更具層次感。
另外，Tone Glow 將《Russian Roulette》列為「2016年30首最佳K-pop歌曲」中的第九名，並指出歌曲中輕快的「心跳聲」和街機遊戲般的音效賦予歌曲一種明亮的光澤。
然而，馬來西亞新聞網站《The Star》的 Chester Chin 則認為，這首單曲和專輯相比起同年推出的《The Velvet》，在「大膽實驗性氛圍」上略顯不足。他認為這首歌是「一首有趣又華麗的舞曲，帶有令人上癮的旋律與活潑的節奏」，但專輯中的其他歌曲缺少了像《Ice Cream Cake》和《Dumb Dumb》那樣的鋒芒和趣味性。

## 商業成績
《Russian Roulette》在國內外都取得了相當亮眼的成績。在2016年9月10日的那一週，這首歌首次登上韓國Gaon Digital Chart的第3名，隔週更攀升至第2名，與《Dumb Dumb》並列成為Red Velvet當時在韓國最高排名的單曲。此外，《Russian Roulette》也分別在Gaon下載榜（Download Chart）與Gaon串流榜（Streaming Chart）達到第2名和第3名的成績。
2016年底，這首歌在Gaon年度數位榜（Year-End Digital Chart）排名第39名。同時，這首歌也曾於2017年的Billboard K-Pop Hot 100榜單亮相，首週登上第70名。2018年，Gaon報導《Russian Roulette》已突破1億次串流，並在2019年5月超過250萬次下載，成為Red Velvet繼《Red Flavor》後第二首達成此成就的單曲。
在美國，《Russian Roulette》同樣展現強勁的表現，最高登上Billboard世界數位歌曲銷售榜（World Digital Songs）第2名。根據2019年12月的數據，這首歌已累積2.4萬次下載，成為Red Velvet在美國銷量第三高的單曲。

## 媒體使用
在2017年「Baker's Dozen」音樂會系列的「Red Velvet之夜」上，美國樂團Phish選擇《Russian Roulette》作為紐約市麦迪逊广场花园演出結束後的退場音樂。
此外，這首歌與Red Velvet的2019年單曲《Zimzalabim》共同出現在2020年的動畫電影《魔髮精靈唱遊世界》中。在電影中的舞蹈對決場景裡，這兩首歌成為了背景音樂，而Red Velvet的成員也參與了配音，飾演「K-pop Gang」角色。

## Charts
| Chart (2016–2017)                     | Peak position |
| ------------------------------------- | ------------- |
| South Korea (Gaon Digital Chart)      | 2             |
| South Korea (Billboard K-Pop Hot 100) | 70            |
| US World Digital Songs (Billboard)    | 2             |

| Chart (2016)                     | Position |
| -------------------------------- | -------- |
| South Korea (Gaon Digital Chart) | 39       |

### Monthly chart
| Chart (2016)                     | Peak position |
| -------------------------------- | ------------- |
| South Korea (Gaon Digital Chart) | 3             |

## 獲獎

### 年末頒獎典禮
| 年份 | 頒獎典禮                | 獎項                 | 結果 |
| ---- | ----------------------- | -------------------- | ---- |
| 2016 | 甜瓜音樂獎              | 最佳音樂錄影帶       | 獲獎 |
| 2016 | 甜瓜音樂獎              | 舞蹈獎（女子組）     | 提名 |
| 2016 | MAMA大獎                | 最佳女子團體舞蹈表演 | 提名 |
| 2016 | MAMA大獎                | 年度歌曲             | 提名 |
| 2017 | Gaon Chart Music Awards | 每月最佳歌曲（9月）  | 提名 |
| 2017 | 韓國大眾音樂獎          | 最佳流行歌曲         | 提名 |
| 2017 | 金唱片獎                | 數位單曲部門本賞     | 提名 |

### 音樂節目
| 節目          | 日期    |
| ------------- | ------- |
| THE SHOW      | 9月13日 |
| THE SHOW      | 9月20日 |
| M Countdown   | 9月15日 |
| M Countdown   | 9月22日 |
| Show Champion | 9月21日 |
| 人气歌谣      | 9月25日 |

## 銷售
| Chart         | Sales      |
| ------------- | ---------- |
| South Korea   | 2,500,000+ |
| United States | 24,000+    |

## 發行歷史
| 地區 | 日期         | 格式                  | 廠牌             |
| ---- | ------------ | --------------------- | ---------------- |
| 南韓 | 2016年9月7日 | 數位音樂下載 串流媒體 | SM娛樂, KT Music |
| 全球 | 2016年9月7日 | 數位音樂下載 串流媒體 | SM娛樂           |